# Węgierski magnat (film)
Węgierski magnat (węg. Egy magyar nábob) – węgierski film dramatyczny z 1966 roku w reżyserii Zoltána Várkonyi na podst. powieści Móra Jókaia pod tym samym tytułem.
Polska premiera odbyła się w kwietniu 1969 roku z reportażem Dzień dobry Magnolio WFD z 1968 roku.

## Obsada
- Ferenc Bessenyei – János Kárpáthy
- Iván Darvas – Abellino Kárpáthy
- Zoltán Latinovits – Rudolf Szentirmay
- Tibor Bitskey – Miska Kis
- Lajos Básti – Miklós Wesselényi
- Éva Ruttkai – Flóra Eszéki
- Éva Pap – Fanny Mayer
- Teri Tordai – Chataquela
- Gyula Benkő – baron Fegyverneky
- Mariá Sulyok – pani Mayer
- Zoltán Várkonyi – Maszlaczky

## Zewnętrzne linki
- Węgierski magnat w bazie IMDb (ang.)
- Węgierski magnat w bazie Filmweb